# Andorra na Zimních olympijských hrách 2018
Andorra se účastnila Zimních olympijských her 2018 v jihokorejském Pchjongčchangu od 9. do 25. února 2018. Zemi reprezentovalo 5 sportovců ve 3 sportech. Vlajkonošem Andorry byl běžec na lyžích Irineu Esteve Altimiras.

## Počty účastníků podle sportovních odvětví
| Sport           | Muži | Ženy | Celkem |
| --------------- | ---- | ---- | ------ |
| Alpské lyžování | 2    | 1    | 3      |
| Běh na lyžích   | 1    | 0    | 1      |
| Snowboarding    | 1    | 0    | 1      |
| Celkem          | 4    | 1    | 5      |

## Výsledky andorrských sportovců

### Běh na lyžích
V běhu na lyžích reprezentoval zemi Irineu Esteve Altimiras.
Distanční závody - muži
| Závod          | Sportovci               | Čas       | Ztráta   | Pořadí |
| -------------- | ----------------------- | --------- | -------- | ------ |
| 15 km volně    | Irineu Esteve Altimiras | 35:40,7   | +1:56,8  | 27.    |
| 50 km klasicky | Irineu Esteve Altimiras | 2:19:08,3 | +10:46,2 | 34.    |